# Barcenaciones
Barcenaciones est l'un des douze hameaux qui composent la commune de Reocín, dans la communauté autonome de Cantabrie en Espagne.
Il est situé dans la partie sud-ouest de la commune, au pied d'une colline et baigné par la rivière Saja. Autrefois, il y avait un bateau qui permettait de traverser la rivière à cet endroit.
Le hameau se trouve à 6 kilomètres de Puente San Miguel. En 2008, il comptait 158 habitants.

## Histoire
Barcenaciones est mentionné dans le Cartulaire de Santillana del Mar (vers l'an 1000). L'église paroissiale de San Juan Bautista date du XVIIe siècle. À l'intérieur se trouve un retable du XVIIIe siècle. De nombreuses demeures sont également visibles, parmi lesquelles se distingue la Casa del Marqués de Palomares. Elle fait partie du premier conseil municipal constitutionnel formé avec les conseils de la vallée de Reocín.
L'un des premiers ponts en béton armé construits en Espagne au début du XXe siècle (1903) a été fait entre Barcenaciones et Golbardo (es). Par décret 43/2002 du 4 avril, ce « Pont Golbardo » a été déclaré Bien d'intérêt culturel.